# Oman
Oman (arabisk: عمان, tr. ʻUmān, officielt: Sultanatet Oman) er et land beliggende i det østlige hjørne af den Arabiske Halvø. Oman grænser til de Forenede Arabiske Emirater i nordvest, Saudi-Arabien i vest og Yemen i sydvest og har en lang kyst mod det Arabiske Hav i øst og Omanbugten i nordøst. Landet er et enevælde, som stort set alene regeres af en sultan.
Oman er et selvstændigt sultandømme, som ligger i Mellemøsten. Dets leder er sultan Haitham, som efterfulgte sin fætter, Qaboos. Oman var engang et stort handelsland, men blev koloniseret af Portugal og Storbritannien. Hovedstaden er Muscat, som ligger i sletteområdet al-Batinah langs kysten.

## Historie
I forhistorisk tid var området, som i dag er Oman, en vigtig handelsplads, som spillede en rolle som transithavn for handlen mellem de to flodkulturer i Mesopotamien og Induskulturen. Arkæologiske fund antyder eksistensen af en indenlandsk politisk organisation. Omans rigdom på dette tidspunkt beror frem for alt på landets betydelige besiddelser af kobber.

### Makan
Noget taler for, at Oman var sammenfaldende med oldtidsriget Makan. Makan var det land, der forsynede Dilmun med kobber. Til gengæld fik man uld og uldent stykgods i bytte. I en indskrift pralede Sargon af Akkad omkring 2.300 f.Kr. med, at han "fik skibene fra Meluhha, skibene fra Makan, skibene fra Dilmun til at fortøje langs Agades kaj." Sargons sønnesøn Naram-Sin erklærede, at han "marcherede imod Makans land og personligt tilfangetog Mannu-dannu, konge af Makan." Guvernøren over Lagash, Gudea, erklærede omkring 2.130 f.Kr., på et tidspunkt da barbarere fra Gutium herskede i Mesopotamien, at han havde importeret diorit fra Makan som materiale for sine statuer. Bevarede købmandslertavler fra Ur ca. 2.000 f.Kr. oplyser om ladninger "til køb af kobber fra Makan", "til køb af kobber, læsset på et skib til Makan". Senere, ca. 1.800 f.Kr. skete ingen direkte sejlads på Makan; nu skete al handel via Dilmun. Lister over materialer og deres oprindelsessted beretter om "diorit, produkt fra Makan", om "kobber, produkt fra Makan", om "palmetræ, produkt fra Dilmun, produkt fra Makan, produkt fra Meluhha." Metalprøver af kobbergenstande fra Mesopotamien fra tiden 3.000-2.000 f.Kr. har påvist et svagt indhold af nikkel, 0.2-0.3%. Tilsvarende indhold af nikkel er kun konstateret i den dal, der strækker sig fra oasen Buraimi på grænsen mellem Abu Dhabi og Muskat ned til havnebyen Sohar på Muskatkysten.

### Ny handel
Under første årtusinde f.Kr. blev de omanske kobberminer overgivet. I stedet anvendtes handelsvejene fra tidligere nu for karavaner med guld, karneol, krydderier, dyreskind og olie. Et nyt vandingssystem, falaj, førte til stigende fødevareressourcer og befolkningsvækst ved Hajarbjergene. I Dhofar kan man spore fremstilling af og handel med røgelse til 1.000 f.Kr.
I 300-tallet f.Kr og frem tilhørte området Hadramawt.
Under 200-talet e.Kr blev området delt mellem himyarernas rige i syd og det sassanidiske Iran.

### Islams spredning
Islam spredte sig langs de etablerede karavaneruter på Den Arabiske Halvø, og general Amr Ibn al As blev sendt til Sohar, som ligger ved den omanske kyst. Som et resultat islamiseredes Oman med begyndelse omkring år 630 og dannede et eget imamat. Under de første årtier tilsluttede de omanske stammer sig til den ibadiske skole, som adskiller sig fra shia og sunni. Flere moskeer i Oman, som ligger langs de førislamiske ruter, hævdes at stamme fra tiden før Omans islamisering, under profeten Muhammads livstid.

### Portugisisk kolonisering
Først da de store europæiske økonomier så en mulighed i Oman, blev landet koloniseret, da Portugal overtog landet i 1507 eller 1508. Portugal kom hurtigt over fæstningerne ved kysten og fik overtaget de vigtigste og største byer i Oman. De næste 150 år var Oman en koloni styret af Portugal. Dette ødelagde det ellers gode samarbejde med Kina, Indien og Indonesien, og handelen gik i stå. Omanerne som folk kunne intet gøre, før imamen Nasir Ibn Murchid tog initiativ til at bekæmpe besættelsen. I 1648 havde det oprindelige folk drevet portugiserne ud af først Muscat (hovedstaden) og dernæst Zanzibar. Da portugiserne måtte trække sig ud af Oman, blev landet en del af det Osmanniske Rige.

### Det østafrikanske vælde
Muskat var centrum i et selvstændigt område og erobrede fra slutningen af 1600-tallet og i begyndelsen af 1700-tallet tidligere portugisiske besiddelser i Østafrika. Osmannerne blev drevet ud i 1741, og omkring 1749 valgtes Ahmad ibn Said til imam. Han oprettede Al Bu Said-dynastiet, som siden har styret Oman. Imam Said ibn Ahmad flyttede ca. 1790 hovedstaden fra ar-Rustaq i det indre af landet til Muskat.
Under Said ibn Sultans styre 1806–56 var Oman som størst med bland andet besiddelser i Baluchistan i det nuværende Pakistan samt øen Zanzibar i nutidens Tanzania. På Zanzibar begyndte man at dyrke kryddernellike, og under den tid blev Dhofar en del af Oman. I 1830-erne flyttede Said ibn Sultan sit hovedkvarter til Zanzibar. Dyrkningen af nellike blev ledet af arabere med slaver fra det afrikanske fastland, og Zanzibar blev samtidigt et stort slavemarked. Fire år efter Saids død blev kontrollen af hans afrikanske herredømme overtaget af en af hans sønner, og 1860 erklæredes øen som selvstændig fra Oman.

### Britisk protektorat
På den arabiske halvø erobrede Imamatet Muskat i 1868. Sultanantet genopstod med britisk hjælp. I 1871 blev Oman et britisk protektorat (en stat som er selvstændig, men som styres fra et andet land). Oprør og kampe fulgte mellem Muskat og de indre dele af Oman, indtil fred sluttedes i 1920. Grunden til, at briterne kunne bruge netop Oman i deres rige, var landets gode placering i forhold til Indien, der også var overtaget af Storbritannien.

### De to stater
Under briternes overhøjhed var der indtrådt en magtkamp mellem to dele af landet. Landet blev i 1920 delt i to stater, hvor den ene var sultanatet Muskat ved kysten, og det andet var Oman inde i landet.

### Formel selvstændighed
I 1951 blev Oman blev formelt selvstændigt, som Muskat og Oman. I 1954 udbrød nye kampe efter imamens død efter, at sultanen ikke formåede at blive valgt til imam, og at den nye imam forsøgte at oprette et separat imamat. I 1955 angreb sultanerne de indre områder af Oman, hvor de krævede, at den omanske leder skulle gå af. Med britisk hjælp fik sultan Said ibn Taymur i 1959 kontrol over hele landet, og imamatet forsvandt, hvilket førte til protester i den arabiske verden, som tog spørgsmålet op i FN, hvor konflikten blev løst. Begge stater blev igen samlet i et land kaldet Oman, styret af sultan Taimur.

### Sultan Qaboos Bin Said
I 1965 udbrød et alvorligt oprør i Dhofar, og dette blev først nedkæmpet i 1975 med hjælp af britiske, jordanske og iranske tropper. I 1970 blev Said ibn Taymur afsat af sin søn Qaboos ibn Said, som havde fået sin uddannelse i Vesten. Quabus indledte en modernisering af Oman, dog uden en demokratisering. I 1981 oprettede Oman sammen med Saudi-Arabien, Bahrain, Forenede Arabisk Emirater, Kuwait og Qatar Golfstaternes samarbejdsråd, GCC.
I forbindelse med det arabiske forår 2011 udbrød der også uroligheder i Oman. Demonstranter krævede arbejde og politiske reformer. Sultan Qabus afgav omgående løfter om att komme demonstranternes krav i møde.
Sultan Taimurs søn, Sultan Qaboos Bin Said, styrer i dag landet, og han har forvandlet landet til et uddannelsesland, der fungerer. Da han tog over fra sin far, var der 3 grundskoler. I dag er antallet 670. Det kunne han bl.a. gøre pga. de nye oliekilder, der var blevet opdaget i 1960’erne.

## Geografi
Oman består for en stor del af ørken. Langs med kysten løber bjergkæder, og det er mellem bjergene og kysten, at de fleste store byer ligger. Af naturressourcer findes olie, kobber og kalksten.
Hovedstaden er Muscat, som også er landets største by og dets vigtigste havneby. Oman har to enklaver på Musandamhalvøen, som kun har landegrænser mod de Forenede Arabiske Emirater: Madha ved kysten mod Omanbugten og Musandamguvernementet med den Persiske bugt i vest og Omanbugten i øst.
- Rub al-Khali
- Dhofar under monsunen
- Jabal al-Hajar

### Geografiske fakta
- Areal: 309.500 km2
- Placering: Mellemøsten. Omkranset af Det Arabiske Hav, Omanbugten, Den Persiske Golf og placeret mellem Yemen og De Forenede Arabiske Emirater (UAE)
- Landegrænser: Saudi-Arabien (676 km), De Forenede Arabiske Emirater (410 km) og Yemen (288 km)
- Kystlinje: 2.092 km
- Klima: Tør ørken. Varmt og fugtigt langs kysterne; varmt og tørt i indlandet. I maj - september findes kraftig monsun i den sydvestlige del af landet
- Landskab: Central ørkenslette med bjerge i nord og syd
- Laveste punkt: 0 m (Det Arabiske Hav)
- Højeste punkt: 2.980 m (Jabal Shams)
- Naturressourcer: Råolie, kobber, asbest, marmor, bryozokalk, krom, gips, naturgas og fisk

## Klima
Det er meget varmt og tørt i Oman det meste af året. Ved Al-Batinah, som er et område ved kysten, når temperaturen om sommeren op på 45 grader, mens temperaturen i ørkenen i den indre del af landet kan nå helt op på 50 grader i skyggen. Vinteren er mere mild med temperaturer mellem 15-23 grader.
Omkring bjergene i den nordlige del af landet regner det hvert år 700 mm, mens der kun falder mellem 20–100 mm regn/år ved kysten og i den indre del af landet.
| Vejr for Muskat         | Vejr for Muskat | Vejr for Muskat | Vejr for Muskat | Vejr for Muskat | Vejr for Muskat | Vejr for Muskat | Vejr for Muskat | Vejr for Muskat | Vejr for Muskat | Vejr for Muskat | Vejr for Muskat | Vejr for Muskat | Vejr for Muskat |
|                         | Jan             | Feb             | Mar             | Apr             | Maj             | Jun             | Jul             | Aug             | Sep             | Okt             | Nov             | Dec             | År              |
| ----------------------- | --------------- | --------------- | --------------- | --------------- | --------------- | --------------- | --------------- | --------------- | --------------- | --------------- | --------------- | --------------- | --------------- |
| Gennemsnitlig maks °C   | 25,5            | 26,1            | 29,8            | 34,7            | 39,5            | 40,4            | 38,6            | 36,2            | 36,3            | 35              | 30,5            | 27,1            | 33,3            |
| Gennemsnitlig °C        | 21,3            | 21,9            | 25,2            | 29,8            | 34,2            | 35,2            | 34,3            | 32              | 31,4            | 29,7            | 25,7            | 22,6            | 28,6            |
| Gennemsnitlig min °C    | 17,3            | 17,6            | 20,7            | 24,7            | 29,1            | 30,6            | 30,4            | 28,4            | 27,5            | 24,9            | 20,9            | 18,9            | 24,3            |
| Gennemsnitlig nedbør mm | 12,8            | 24,5            | 15,9            | 17,1            | 7               | 0,9             | 0,2             | 0,8             | 0               | 1               | 6,8             | 13,3            | 100,3           |
| Kilde: NOAA (1961–1990) |                 |                 |                 |                 |                 |                 |                 |                 |                 |                 |                 |                 |                 |

## Naturen
Oman har et meget varieret dyreliv, som blandt andet består af 22 forskellige arter af hvaler og delfiner. Omans natur består af bugter, lange kystlinjer og tørre ørkensletter og ikke mindst høje bjerge i nord og syd.
Dykning er meget populært i Oman, hvor man blandt andet kan opleve store vrag, flotte koraller og endda flere af havets største dyr som Leopardhajer, hvalhajer, mantarokker og pukkelhvaler.

## Demografi
Skøn over Omans befolkningsmængde varierer (3.286.936 - 4.100.000). Befolkningen er koncentreret til de frugtbare områder omkring hovedstaden Muskat og den næst største by Salalah samt de nærliggende kystområder. Totalt bor 75 % (2014) i byer. Den naturlige befolkningsvækst er høj: 1,8 % per år (2014) og middellevetiden 75 år for mænd og 78 år for kvinder.

### Etnicitet
Hovedparten af befolkningen er arabere. Andre vigtige befolkningsgrupper er balucher, indere, pakistanere og iranere. I 2006 bestod 27% af landets totale befolkning af gæstearbejdere og andre udenlandsk fødte. Tre fjerdedele af befolkningen er muslimer, hvoraf de fleste er ibaditter. Den næstvigtigste religion er hinduismen. Befolkningens gennemsnitsalder er 24,9 år (i 2014).
Knapt 35% af befolkningen er gæstearbejdere uden omansk medborgarskab, hovedsagelig fra Pakistan, Indien og Bangladesh.
De 3,3 millioner indbyggere i Oman er etnisk og religiøst meget blandet. Dette stammer bl.a. fra landets tidligere storhedstid som søfartsnation og de tidligere kolonimagter Portugal og Storbritannien. Derudover findes en yemenitisk befolkningsgruppe, der har hjemme i Dhofar-området. Disse oprindelige indbyggere tilhører hovedsageligt middelklassen, mens gæstearbejderne lever under ringere forhold.
Ibadi-muslimer. Disse er egentlig imod sultandømmet, men har accepteret sultanen, da de i stedet har fået selvstyre. Resten af landets befolkning er shiitiske minoriteter eller sunni-muslimer, som hovedsageligt har hjemme i Dhofar-området.
Omkring 2003 var 43 % af landets befolkning under 15 år, hvilket førte til, at flere udlændinge blev hentet til landet. Det har senere kostet dyrt for staten, da landet hvert år har 30.000 uddannede unge, som ikke har kunnet finde job.[kilde mangler]

### Sprog
Det officielle sprog, som de fleste oprindelige omanere taler, er arabisk, men kommunikationen vanskeliggøres af, at store dele af landets befolkning kommer udefra. Nyarabiske dialekter dominerer stærkt. I Dhofar tales i lille udstrækning de semitiske sydarabiske sprog mehri og shehri. I Muskat-området tales tillige de indoeuropæiska sprog persisk og baluchisk. Desuden tales i ringe udstrækning bantusproget swahili i Muskat. Engelsk er alment udbredt.

### Religion
Islam er den officielle religion i Oman. Omtrent 75 % af befolkningen tilhører retningen ibadi, men der findes også sunni-muslimer og nogen få procent shia-muslimer. Ibadisme anses for præget af tolerance og fredelighed. Selv om ibadi historisk set har udspring i en dissenterende retning inden for islam, praktiseres ibadi i dag i en lille sekterisk form og forskellen mellem ibadi- og sunni-islam tillægges ringe vægt.
6 % er hinduer og 4 % kristne. Folket har i århundreder bestået af en søfarende, heterogen kystbefolkning, som politisk er blevet organiseret i et sultanat, og en indlandsbefolkning præget af ibadistisk islam og domineret af teokratiet i oasen Nizwa. Forskelle mellem folkegrupperne er mindsket under landets modernisering.
Der findes ca. 10.000 moskeer i Oman. Traditionelt har de vært enkelt bygget af jord med enkelte elementer af træ, uden minareter eller kupler. Enkelte små moskeer er bygget for meditation uden for bebyggede områder. Det findes også enkelte små moskeer for kvinder. I moderne tid er mere udstyrsrige og omkostningsfulde moskeer byggede, hvoraf den mest fremtredende er Sultan Qabus-stormoskéen i Muskat.
Ibadi-muslimer har traditionelt ikke samlet sig til fredagsbøn i moskeen, fordi man mente, at sådanne samlinger kun skulle ske i bestemte byer eller med specielle imamer til stede. I 1970 påbød imidlertid sultanen, at fredagsbøn skulle afholdes i alle byer i Oman. Imamer forventes at tale i tråd med cirkulærer, som det omanske religionsdepartement udsender månedligt. Departementet overvåger moskeerne for at påse, at imamerne ikke optager politiske emner.
Ibadi-muslimer bygger ikke hellige gravsteder for enkeltpersoner, og sådanne gravsteder og mindesmærker findes udelukkende i den sunni-muslimske Dhofar-region.
Shia-muslimer og ikke-muslimske udgør mindre end 5% af befolkningen. Shia-muslimerne bor hovedsagelig i Masqat-området og ved nordkysten. Af andre religiøse grupper findes hinduer, sikher, kristne og buddhister. De fleste ikke-muslimer er fremmedarbejdere, som ikke er omanske statsborgere.
Religiøse grupperinger skal være registreret i det omanske religionsdepartement, og de religiøse lederne skal godkendes. Det er ikke tilladt at holde religiøse møder i private hjem. Oplæring i islam er obligatorisk i grundskolen og videregående skole, men ikke-muslimer kan søge fritagelse herfra.

### Demografiske fakta
- Antal indbyggere: 3.154.134 (2013)
- Etniske grupper: Arabere, balucher, indere, pakistanere, sri lankanere og bangladeshere
- Sprog: Arabisk er det officielle sprog. Herudover tales også engelsk, baluchi, urdu og indiske dialekter
- Religioner: 75% ibadimuslimer, 25% andre (inkl. sunnimuslimer, shiamuslimer og hinduer)
- Forventet levetid: 76 år
- Fertilitetsrate: 2,86 børn pr. kvinde
- Overvægtige (voksne): 20,9%
- Største by: Muscat

## Samfund

### Uddannelse
Folkeskoleundervisning og videregående uddannelse er gratis, men ikke obligatorisk. Omtrent 75% af børn i folkeskolealder går i skole, og næsten halvdelen er piger. Omtrent 80 % af den voksne befolkning kan læse; det er blandt andet sket gennem undervisningstiltag rettet mod voksne analfabetiske kvinder.
Frem til 1940 havde Oman ikke almindelig skoleundervisning. Den mest almindelige undervisning var da Kuttab, som fokuserede på koranundervisning. Denne undervisning skete i moskeen, i private hjem eller udendørs. En del af børnene lærte gennem denne undervisning grundlæggende skrive- og regnefærdigheder.
Skoleundervisning kom i gang efter 1940, men i begrænset udstrækning og kun for drenge. Den blev udvidet til piger efter 1970.
Sultan Qaboos University blev åbnet i Muskat i 1986 og har ca. 12.000 studenter. Det er også åbnet andre universiteter.

### Familie
Ægteskaber er almindeligvis arrangerede, og i omtrent halvdelen af tilfældene sker ægteskab mellem slægtninge.
En undersøgelse, som brugte data fra 2000, viste, at 40% gifter sig med et søskendebarn. 75 % af kvinderne gifter sig før, de er 20 år, og for disse var den gennemsnitlige ægteskabsalder 16 år. Ca. 11 % af ægteskaberne var polygame. I en del samfundslag var imidlertid giftemålsalderen betydelig højere og familiemønsteret er i rask forandring som følge af voksende uddannelse.
Per 2012 var samlet frugtbarhedstal 2,87 børn per kvinde.

## Politik
Oman er et enevælde (sultanat), hvor den udøvende, lovgivende og dømmende magt stort set udøves af sultanen. Landet har et tokammersystem, Omans råd, hvorfra medlemmer til overhuset udpeges af sultanen og medlemmer til underhuset, vælges i almindelige valg. Sultanen kan dog ændre valgresultatet.
I 2003 foregik det første demokratiske valg til parlamentets underhus. Alle borgere over 21 år kunne stemme, men parlamentet har i realiteten lille indflydelse og sultanen vedtager alene love via dekret.

### Udenrigspolitik
I 1900-tallets første halvdel havde Oman ikke en egen udenrigspolitik, men siden selvstændigheden har landet haft en vestvenlig udenrigspolitik på grund af historiske relationer med Storbritannien samtidig med, at man har udvidet sine diplomatiske relationer til andre regioner. Oman er eksempelvis et unikt tilfælde blandt landene på den Arabiske Halvø ved at have relationer med Iran. Man har tilmed stået imod amerikansk pres, for at indtage en tydligere antiiransk holdning. Efter, at Sultan Quabos ibn Said overtog magten i 1970 fik Oman gode relationer med USA, som fik militære baser i landet, og relationerne blev forbedrede med nabostater, andre arabiske stater, Frankrig og Israel. Oman har en selvstændig udenrigspolitik og stræber efter at være neutralt.
Oman har nære strategiske relationer med det britiske militær og den britiske militærindustri, som også står for meget af importen af krigsmateriel til landet.
Oman er medlem af Golfstaternes samarbejdsråd som er blevet udviklet til et frihandelsområde.

## Administrativ inddeling
Oman er inddelt i 11 guvernementer (muhafazah) og fem regioner (mintaqah). Disse er inddelt i distrikter (wilayat, ental: wilaya).
1. Ad Dakhiliyah
2. Ad Dhahirah
3. Nord-Al Batinah
4. Syd-Al Batinah
5. Al Buraimi
6. Al Wusta
7. Nord-Ash Sharqiyah
8. Syd-Ash Sharqiyah
9. Dhofar
10. Muskat
11. Musandam

## Økonomi
Oman har en stabil og voksende økonomi. Levestandarden er blevet meget bedre siden 1980'erne. Olie er meget vigtig for landet og er den største eksportvare. Dadler, frugt og grønsager er også store eksportvarer.
Omans økonomi har tidligere været meget afhængig af indtægterne fra eksporten af olie som for alvor blev opdaget i landet i 1960’erne. Men mængden af olie og tilgængeligheden af den i landet er ikke så stor, at de kan opbygge en stor olieindustri. Dette har betydet at produktionen af olien er faldet siden 2001. Derfor har sultanen gjort flere tiltag for at gøre landet mindre afhængig af olien og i stedet satse mere på  industri, landbrug og fiskeri. Specielt landbrug fylder en stor del af landets arbejderbeskæftigelse, da ca. 50 % af landets beboere arbejder i dette erhverv. Landbruget står dog alligevel kun for 2,8 % af landets BNP. En vis industri har Oman dog også, men er stadig i udviklingsfasen.
Inden for minedrift er der fornylig opdaget kobber og krom i bjerget Jebel Arkhard, hvilket er ved at blive gjort til en indtægtskilde. Derudover laves der glasflasker og batterier til biler, som eksporteres.
Landet har en stor import af gæstearbejdere. 25 % af landets indbyggere er arbejdere, som er kommet i forbindelse med de nye udenlandske firmaer. De udenlandske firmaer i landet har en overgang fået tilskud, for at kunne flytte produktionen til Oman. Der er brugt penge på uddannelse af unge, men der er nu en konflikt mellem de årligt 30.000 arbejdsklare omanere og de udenlandske arbejdere, der beskyldes for at tage arbejdet. Dette er et stort problem for Omans økonomi, da landet ikke har råd til at understøtte de unge uden job.

### Omans økonomi
- Valuta: Omansk rial (OMR)
- BNP (Købekraftsparitet): 89,06 mia. USD
- BNP/indbygger: 28.800 USD
- BNP vækst: 5%
- Inflationsrate: 2,9%

## Kultur
Kulturen spiller en central rolle i det at være omaner. Vigtige elementer i kulturen indbefatter f.eks. religion, en speciel røgelse og det arabiske sprog. Landets kultur generelt afspejles i den tidligere søfartshistorie, hvor inspirationerne kommer fra mange lande rundt om i verden. Specielt de arabiske lande er genkendelige i visse omanske byer. Kvindernes lange mørke tørklæder er afrikansk og især indisk inspireret, hvilket gælder generelt for omansk kultur. Mændene har også ladet sig inspirere udefra. På festdage "røger" mændene skægget med røgelse samtidig med at de iklæder sig gulvlange “Dishdashas”.
Specielt i hovedstaden Muscat er der gamle monumenter. Byen er omkranset af en bymur fra 1500-tallet. På “suganet” (gammelt marked) kan man købe ting fra næsten alle dele af den omanske kultur. Her sælges både krydderier, kulørte tørklæder, smykker, duftessenser, røgede varer, røgelse eller sågar en khanjarm (en krumdolk), som er mændenes statussymbol. Alt dette stammer fra Omans tid som søfartsnation.